# سامسونج جالكسي جي3 (2016)
سامسونج جالكسي J3 (بالإنجليزية: Samsung Galaxy J3)‏ هو هاتف ذكي يعمل بنظام أندرويد، أصدرته شركة سامسونج في يناير 2016.

## المواصفات

### الشاشة
شاشة الجهاز هي شاشة لمس تعمل بتقنية "سوبر أموليد"، وبقياس 5 إنش ودقة عرض 720×1280 بكسل (HD)؛ وبكثافة تقارب 294 بكسل في الإنش الواحد. وتدعم الشاشة تقنية اللمس المتعدد.

### المعالجة والنظام والذاكرة
نظام التشغيل في الجهاز هو أندرويد من الإصدرا 5.1، وسرعة معالجه هي 1.2 غيغاهرتز رباعي النوى، وذاكرة الرام بسعة 1.5 غيغابايت، والذاكرة الداخلية للجهاز بسعة 8 أو 16 غيغابايت، ويستطيع الجهاز استقبال ذاكرة خارجية بسعة 128 غيغابايت.

### الكاميرا
الكاميرا الخلفية للجهاز بدقة 8 ميغابكسل في نسخة J3109، أو 5 ميغابكسل في نسخة J320P، وتحمل الكاميرا في كِلا النسختين تقنية التركيز الآلي، وفلاش LED، ودقة تصوير الفيديو فيها 1080×1920 بكسل (Full HD)، وهي قادرة على تمييز الوجوه. أما الكاميرا الأمامية فبدقة 5 ميغابكسل في نسخة J3109، أو 2 ميغابكسل في نسخة J320P.

### الصوتيات
نظام تشغيل الوسائط في الجهاز هو Android media player، وهو قادر على تشغيل ملفات صوتية بصيغة إم بي 3، و WAV. ومَدخل سماعة الرأس بقُطر 3.5 مليمتر، ويستطيع الجهاز تسجيل الأصوات.

### الاتصال
الجهاز قادر على تصفح الإنترنت، ويمكنه تشغيل الواي-فاي بصيغ b/g/n. وإصدار البلوتوث فيه هو الإصدار 4.1، واليو إس بي من الإصدار الثاني. ويستطيع الجهاز تشغيل راديو إف إم.

### السعر
في مصر : 1350ج
في السعودية : 600 ريال
في المغرب :2200 درهم